# 9041 Takane
9041 Takane è un asteroide della fascia principale. Scoperto nel 1991, presenta un'orbita caratterizzata da un semiasse maggiore pari a 2,2044470 UA e da un'eccentricità di 0,0654517, inclinata di 2,78331° rispetto all'eclittica.